# Giovanni II. Corner

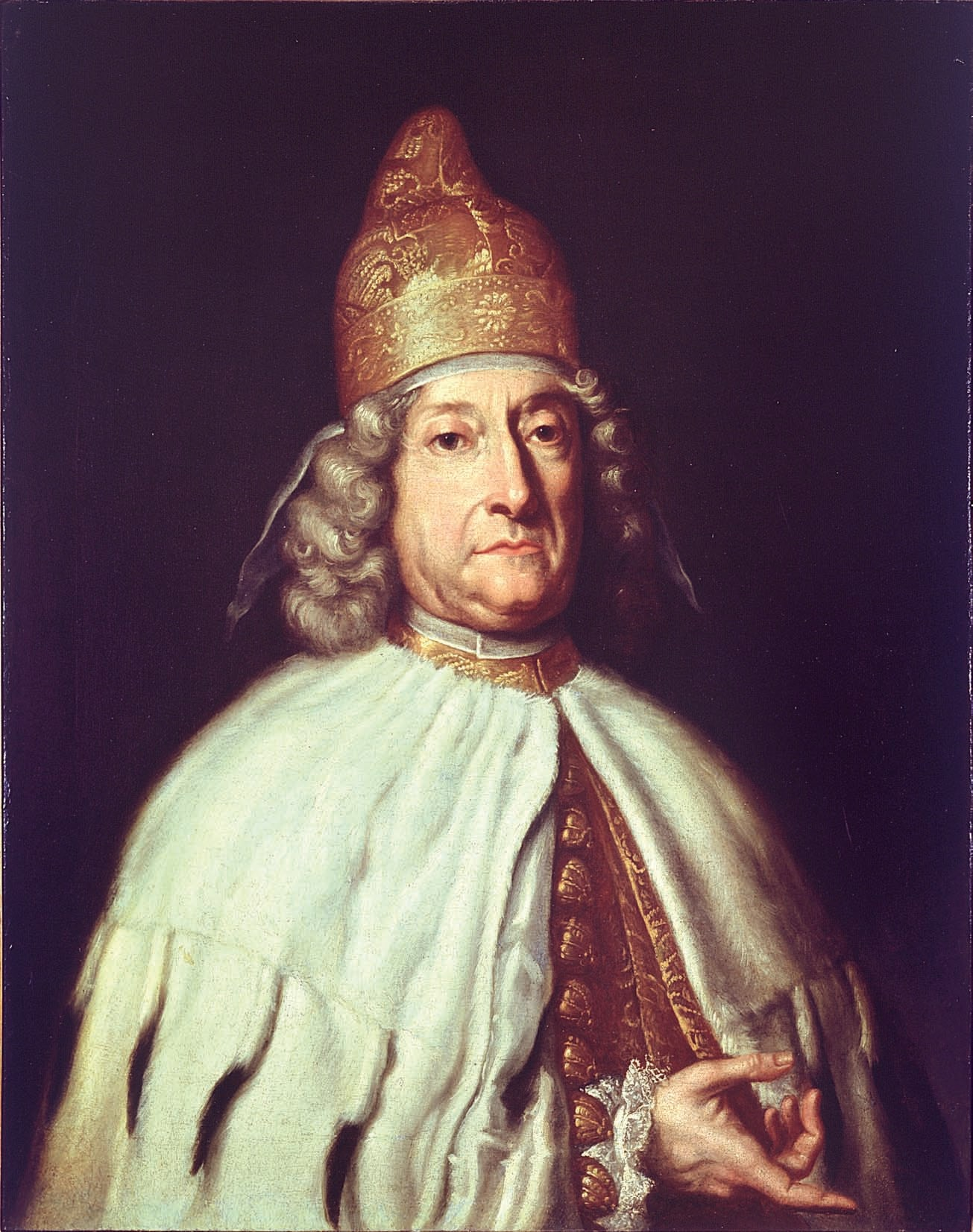
Giovanni Agostino Cassana: Porträt des Dogen

Giandomenico Tiepolo: Idealisierendes Bildnis Corners, Öl auf Leinwand, Ca’ Rezzonico

Giovanni Corner, auch Giovanni Cornaro genannt (* 4. August 1647 in Venedig; † 12. August 1722 ebenda), war der vierte und letzte Doge Venedigs, der aus der Corner-Familie stammte. Er war, folgt man der Zählweise der staatlich gesteuerten Geschichtsschreibung der Republik Venedig, ihr 111. Doge; seine Amtszeit begann mit seiner Wahl im Jahr 1709.
Seine Ämterlaufbahn, wie sie für eine Familie seines gesellschaftlichen Ranges üblich war, betrieb er mit geringem Ehrgeiz und er begann sie auch erst, als er bereits fast Mitte 30 war. Komplexe Ämter lehnte er ab, wurde aber zwei Mal höchster Vertreter Venedigs im Friaul und einmal in Brescia. Wie so häufig in der Geschichte der Republik, wurde er als Kompromisskandidat zwischen zwei ehrgeizigen Familien zum Dogen gewählt. Er lehnte sich stark an die Kirche und den Papst an, und er betrieb die Heiligsprechung eines seiner Vorgänger aus dem 10. Jahrhundert, des Dogen Pietro Orseolo.

## Familie
Die Familie Corner oder Cornaro gehörte zu den ältesten, reichsten und einflussreichsten Familien der Stadt. Aus der Familie gingen insgesamt vier Dogen hervor, außer den beiden Giovanni Corner (1625–1628, 1656) die Dogen Marco Corner und Francesco Corner. Ein berühmtes Mitglied der Familie war Caterina Cornaro, zwischen 1474 und 1489 Königin von Zypern.
Giovanni Corner war der älteste von drei Söhnen des Federico Corner, der dem Familienzweig (ramo) di San Polo angehörte, und der Cornelia di Francesco, aus der Familie der Contarini „di Piazzola“. Federico Corner erscheint als Senator und als Consigliere ducale, also als Dogenrat, trat jedoch ansonsten kaum in Erscheinung. Giovannis Brüder waren der spätere Kardinal Giorgio sowie Francesco. Ersterer wurde später apostolischer Protonotar, Nuntius in Portugal, Bischof von Padua, im Jahr 1697 Kardinal. Seine vier Schwestern hießen Elena, Chiara, Lucrezia und Adriana. Alle vier wurden verheiratet, nämlich mit Domenico Morosini di Alvise, Carlo Contarini di Andrea, Francesco Tiepolo di Marco und Giovanni Barbarigo di Alvise. Solcherlei Ehen war ein gängiges Mittel der Familienpolitik.
Als kaum Zwanzigjähriger heiratete er Laura di Nicolò Corner (aus dem ramo di San Maurizio), eine entfernte Verwandte aus einem ebenso reichen Zweig der Familie, der auch „della Ca' Grande“ genannt wurde. Die Hochzeitszeremonie fand in der Jesuitenkirche am 11. Oktober 1667 statt. Zugleich heiratete auch Cornelia, die Schwester Lauras und damit Giovannis Schwägerin. Sie ehelichte ebenfalls einen Corner, nämlich Girolamo di Andrea Corner „della Regina“.
Giovanni und Laura hatten sechs Söhne, nämlich einen Alvise und einen Federico, die früh verstarben, dann Federico, Abate, Auditor der Römischen Rota, Vicelegato in Bologna. Hinzu kam Alvise, der dem Rat der Zehn als Capo (Haupt) vorsaß; schließlich Nicolò und Francesco, Cavalieri di S. Marco. Letztere heirateten Chiara Zorzi di Marin, bzw. Elisabetta Civran di Giovanni. Nicolò wurde Kastellan von Bergamo, ebenfalls Consigliere ducale, dazu Staatsinquisitor, und auch er saß im Rat der Zehn. Francesco hingegen wurde Botschafter in England. Später stieg auch er zum Capo des Rates der Zehn auf. Die einzige Tochter, Cornelia, heiratete Antonio Marin Priuli di Alvise.
Giovanni Corners Familienzweig erlosch mit seinem Urenkel Piero Francesco im Mannesstamm.

## Leben

### Ämterlaufbahn (ab 1681)
Ganz entgegen der familiären Tradition weigerte sich Giovanni Corner lange, eine Ämterlaufbahn aufzunehmen, die üblicherweise im Alter von 20 bis 25 Jahren begann. Zwar wurde er im Juni 1676 zum Officiale alle Rason nove gewählt, doch lehnte er die Wahl ab; desgleichen bei der Wahl zum Provveditore al Cottimo di Damasco vom Oktober 1679. Bei letzteren handelte es sich um eine der drei seit 1484 mit je zwei Amtsträgern besetzten Abteilungen der Provedadori sora Cotimi, die für Aufsicht über die Konsulate von Alexandria, Damaskus sowie London zuständig waren – ein inzwischen immer nutzloser gewordenes Amt.

#### Statthalter in Udine (1682–1683), Bekämpfung der Pest
Erst 1681 erklärte er sich erstmals mit einer Wahl einverstanden, nämlich durch den Senat zum Savio alle Decime. Danach wurde er von Februar 1682 bis Juni 1683 Statthalter in Udine. Dort war er mit dem neuen Campatico, der Ausgestaltung des Abgabensystems auf Landbesitz befasst. Er wurde dabei beständig mit Ersuchen um Aufschub, dazu zahllosen Denunziationen konfrontiert, hinzu kamen Befreiungsanträge, nicht nur von einzelnen Personen und Familien, sondern auch ganzer Gemeinden. Zudem wurden dem Geldmarkt zunehmend „gute Münzen“ entzogen, die aber für die Zahlungen verlangt wurden.
Doch bald verlagerte sich der Schwerpunkt seiner Tätigkeit auf den Versuch zu verhindern, dass die in der Grafschaft Görz bereits wütende Pest auf die übrigen Gebiete des Friaul übergriff. Dabei hielt er die zuständigen Gesundheitsbehörden, in Gestalt der Provveditori alla Sanità, auf dem Laufenden. Ende Juni 1682 teilte er dem Senat die heraufziehende Gefahr mit. Gleichzeitig leitete er Schritte ein, die bereits betroffenen Gebiete so gut wie möglich zu isolieren. Zugleich griff er gegen den Patriarchen von Aquileia durch, der glaubte, noch immer neben den staatlichen Behörden eingreifen zu können. Das entscheidende Verdienst an der Eindämmung der Pest hatten die vier sogleich entsandten Provveditori alla Sanità, doch wurde dieses Verdienst Giovanni Corner zugeschrieben, der sich jedoch längst wieder der Zivilverwaltung zugewandt hatte. Allerdings stellten die Auswirkungen der Pest sein Regiment vor schwere Aufgaben, insbesondere im Bereich der Wirtschaft.

#### Senator (1683), subalterne Ämter
Nach seiner Rückkehr nach Venedig übernahm er, 1683 als Senator, danach als Angehöriger der zugehörigen Zonta, immer wieder vergleichsweise einfache Ämter, wie etwa das eines der drei Provveditori alla Giustizia nuova (1683–1684). Danach wurde er einer der 24 Tansadori (1684), anschließend Provveditore sopra Feudi (1684–1686) und sopra Ospedali e Luoghi pii (1686–1688). Im Bereich der staatlichen Abgaben war er als einer der Revisori e regolatori dei Dazi tätig (1686), dann als Revisore e regolatore delle Entrate pubbliche (1686–1688). Komplexere Aufgaben, bei denen er stärker in der Öffentlichkeit gestanden hätte, lehnte er ab, wie im Juli 1687 die Gesandtschaft nach Frankreich.

#### Podestà von Brescia (1689–1691)
Stattdessen zog er es vor, Podestà in Brescia zu werden, ein Amt, das er von August 1689 bis Januar 1691 innehatte. Wie im Friaul, so musste Corner es vermeiden, in die bloße Rolle eines Repräsentanten der Republik gedrängt zu werden. Verstärkt wurde diese Gefahr dadurch, dass ihm Domenico Bragadin vorausgeeilt war, der dort als Inquisitore sopra Dazi e Camere in Terraferma fungierte, womit er dem Podestà eines seiner wichtigsten Rechte entzogen hatte, nämlich das Einziehen der Zölle und Abgaben, wenn nicht das gesamte Steuersystem. Auf der Grundlage seiner außerordentlichen Befugnisse nahm Bragadin eine grundlegende Revision der Zollstrukturen vor, untersuchte erstmals das tatsächliche Ausmaß der Handelsbewegungen, führte ein präziseres Meldesystem für den Campatico ein, die Abgaben auf Grundbesitz. Zudem führte er einen erbitterten Kampf gegen den Schmuggel, ohne Rücksicht auf so angesehene Männer wie den Marchese Gasparo Martinengo. Corner übernahm bei diesen Auseinandersetzungen keinerlei Aufgabe, berichtete zudem nur selten nach Venedig. Er berichtete sachlich-distanziert über die Unruhen der Castiglione oder die Operationen spanischer Militäreinheiten auf dem Gebiet von Modena. Nebenbei bemerkte er, dass diese Kämpfe den Waffenschmieden von Brescia erhebliche Umsätze einbrächten. Er wartete die Abberufung Bragadins ab, um die Forderung zu stellen, eine Reihe seiner Maßnahmen, die er als zu streng bewertete, zu widerrufen.

#### Weitere Ämter,Provveditore di Palma(1693–1695)
Nach einem Aufenthalt in Venedig zwischen 1691 und 1693 – in dieser Zeit war er einer der neun Esecutori delle deliberazioni del Senato, also verantwortlich für die tatsächliche Ausführung der Senatsbeschlüsse, dann einer der Deputati all'espedizion in Levante – übernahm er von Mai 1693 bis Mai 1695 zum dritten Mal eine Aufgabe auf dem Festland, nämlich das Amt eines Provveditore di Palma. Aber auch dort, in Palmanova, agierte er nur halbherzig – im Gegensatz zu seinem Schwager Girolamo Corner, der dort weitreichende Anregungen und Vorschläge unterbreitet hatte.

#### Im inneren Zirkel (ab 1695)
Dennoch wurde er nach seiner Rückkehr in die höchsten Gremien aufgenommen. So wurde er Consigliere ducale per il sestiere di San Polo, also Dogenrat für das Stadtsechstel San Polo in den Jahren 1695–1696, 1699–1700 und 1701–1702. In den Jahren 1700, 1703 und 1707 gehörte er dem Rat der Zehn an, außerdem war er von 1696 bis 1698 Zensor, 1697, 1701, 1703 Deputato alle Miniere, dann Deputato alla Valle di Montona (1704) sowie alla liberazione dei banditi (1705). In den Jahren 1701 bis 1702, dann wieder 1703 bis 1704, war er Provveditore sopra i Beni comunali, dann Provveditore all'Armar (1704–1705) und dann al Sale (1707), er war also für Bergbau, Montona, die Verbannten, dann für die Besitztümer der Stadt, für die Waffenausstattung, das Salzmonopol verantwortlich. 1706–1708 war er Provveditore alle Pompe (im Kampf gegen Verschwendung), schließlich Esecutore contro la Bestemmia (1704–1705, 1709), er war also mit der Bekämpfung von Häresien befasst. 1708 bis 1709 war er Regolatore alla Scrittura und 1709 Inquisitore sopra la Cassa dei camerlenghi di Comun, erfüllte also typische Kontrollaufgaben gegenüber anderen Magistraten.

#### Wahl zum Dogen
Nach dem Tod des Dogen Alvise Mocenigo wurde Corner zu einem der Correttori della promission ducale gewählt, sollte also den Amtseid des neuen Dogen überarbeiten. Dabei wurde er zugleich einer der 41 Elektoren des neuen Dogen. Überraschenderweise wurde er am 22. Mai mit 40 von 41 Stimmen selbst zum Dogen gewählt. Er galt als unauffällig und politisch wenig ambitioniert, gerade deshalb einigte man sich auf ihn als Kompromisslösung im Streit zwischen den Familien Diedo und Pisani.

### Dogenamt

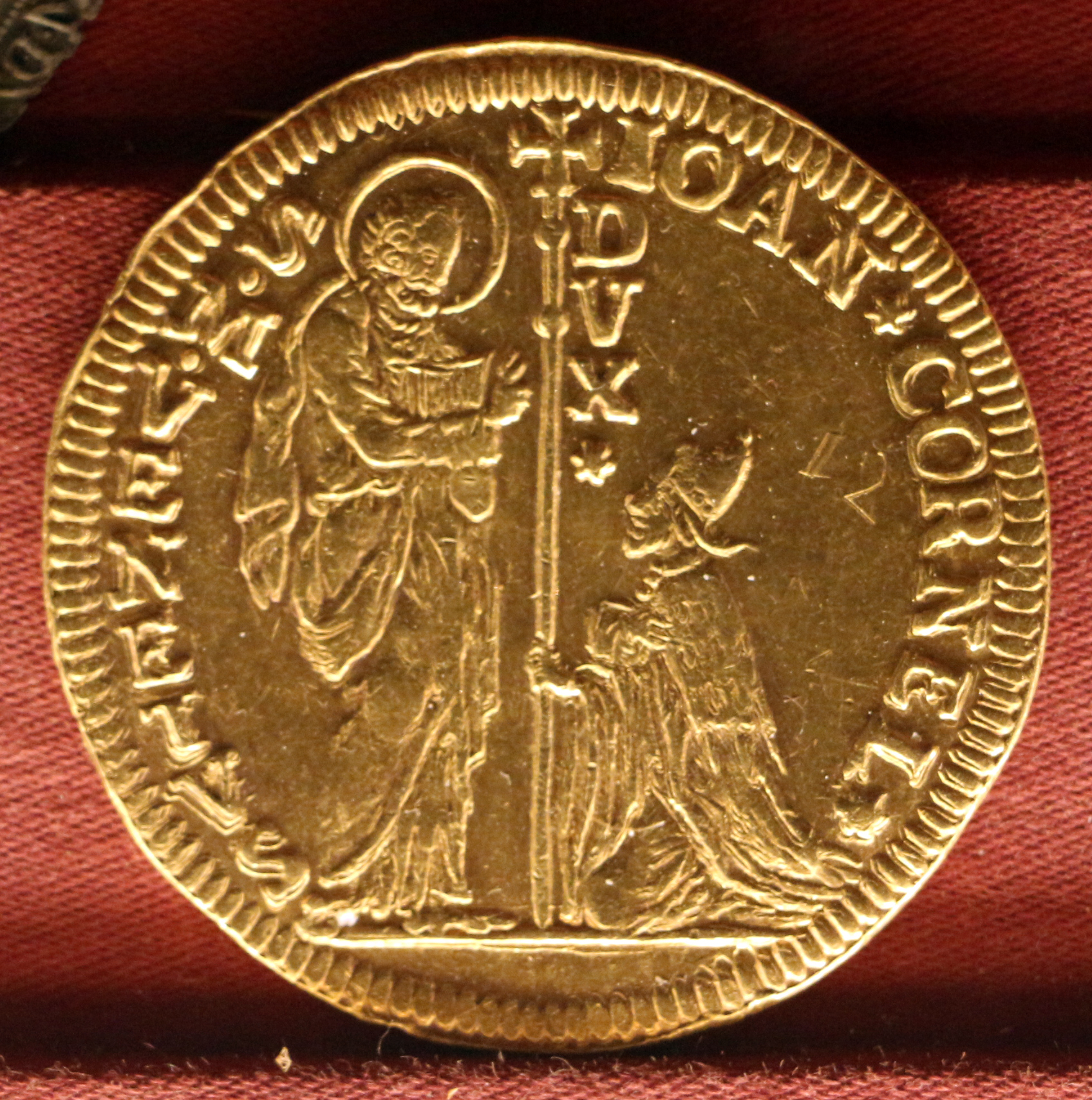
An der Tradition orientierte Darstellung des knienden Dogen „IOAN CORNEL DVX“ vor dem Evangelisten Markus, Museo Correr

In seine Amtszeit fiel 1715 der Verlust der Morea (so der venezianische Name der Peloponnes) an die Osmanen. Im Vertrag von Passarowitz musste Venedig endgültig Verzicht leisten, in Dalmatien einigte man sich auf einen Grenzverlauf. Venedig behielt immerhin die Festungen Butrinto, Parga, Prevesa und Vonitsa sowie die Ionischen Inseln. An das Osmanische Reich fielen endgültig die Insel Spinalonga vor Kreta und als letzte venezianische Festung der Kykladen die Insel Tinos. Eine individuelle Rolle in der Außenpolitik spielte der Doge wohl nicht.
Allenfalls seine Neigung zur katholischen Kirche und zum Papsttum lässt sich erkennen, etwa in seinem Testament. Er wollte als gehorsamer Sohn der heiligen römischen Kirche sterben, aber auch des Pontifex, des Hauptes der Kirche, wie er ausdrücklich vermerkt.
In Venedig unterstützte er die Renovierung der Tolentini-Kirche, ebenso wie er die Heiligsprechung des Dogen Pietro Orseolo betrieb.

## Grabmal
Das Grab des Dogen befindet sich in der Familienkapelle der Corner in San Nicola da Tolentino.